# Bezirksamt Stühlingen
Das Bezirksamt Stühlingen war eine von 1813 bis 1857 bestehende Verwaltungseinheit im Süden des Landes Baden.

## Geographie
Der im Alb-Wutach-Gebiet, dem südlichen Ausläufer der Baar, gelegene Amtsbezirk lag im äußersten Süden des Landes, unmittelbar an der Grenze zum Schweizer Kanton Schaffhausen, der jenseits des Flusses Wutach begann. Die Landschaft war bergig, das Klima galt als gesund.

## Wirtschaft
Der Amtsbezirk war stark landwirtschaftlich geprägt. 1843 wurde von Ackerbau, Viehhaltung und Weinbau berichtet. Die Einwohner galten als nicht sehr wohlhabend.

## Geschichte

### Historischer Hintergrund
Das Bezirksamt hatte seine historischen Wurzeln in der im hohen Mittelalter entstandenen Landgrafschaft Stühlingen, die 1639 auf dem Erbwege zum Haus Fürstenberg gekommen war. Aus ihr entstand das von einem Obervogt geleitete Obervogteiamt Stühlingen. Mit der Rheinbundakte von 1806 wurde Fürstenberg mediatisiert, ihr Fürstentum Fürstenberg zum größten Teil der badischen Landeshoheit unterstellt. Dort wurde 1807 das standesherrschaftliche Amt Stühlingen errichtet.

### Nach der Gründung
Nachdem die Aufhebung der Patrimonialgerichtsbarkeit 1813 eine einheitliche Zuständigkeit der Verwaltungsbehörden ermöglicht hatte, entstand aus dem Amt Stühlingen das, aufgrund seiner geringen Einwohnerzahl, zunächst als Stabsamt eingestufte Bezirksamt Stühlingen.
1824 wurde dem Haus Fürstenberg erneut die Zuständigkeit für die Rechtsprechung auf der unteren Ebene (die bis 1857 bei den Ämtern lag) zuerkannt. In der Folge firmierte das Amt nun als gemeinsames großherzoglich-badisches und fürstlich-fürstenbergisches Bezirksamt. Sitz der Verwaltung war ab 1826 das ehemalige fürstenbergische Rentamt.
In seinem Umfang blieb das Bezirksamt Stühlingen Zeit seines Bestehens weitgehend unverändert. Lediglich 1819 und 1842 kam es zu Umgliederungen, von denen zwei Ortschaften betroffen waren. 1857 wurde das Bezirksamt aufgelöst und dem Bezirksamt Bonndorf eingegliedert.

## Orte und Einwohnerzahlen

### 1814

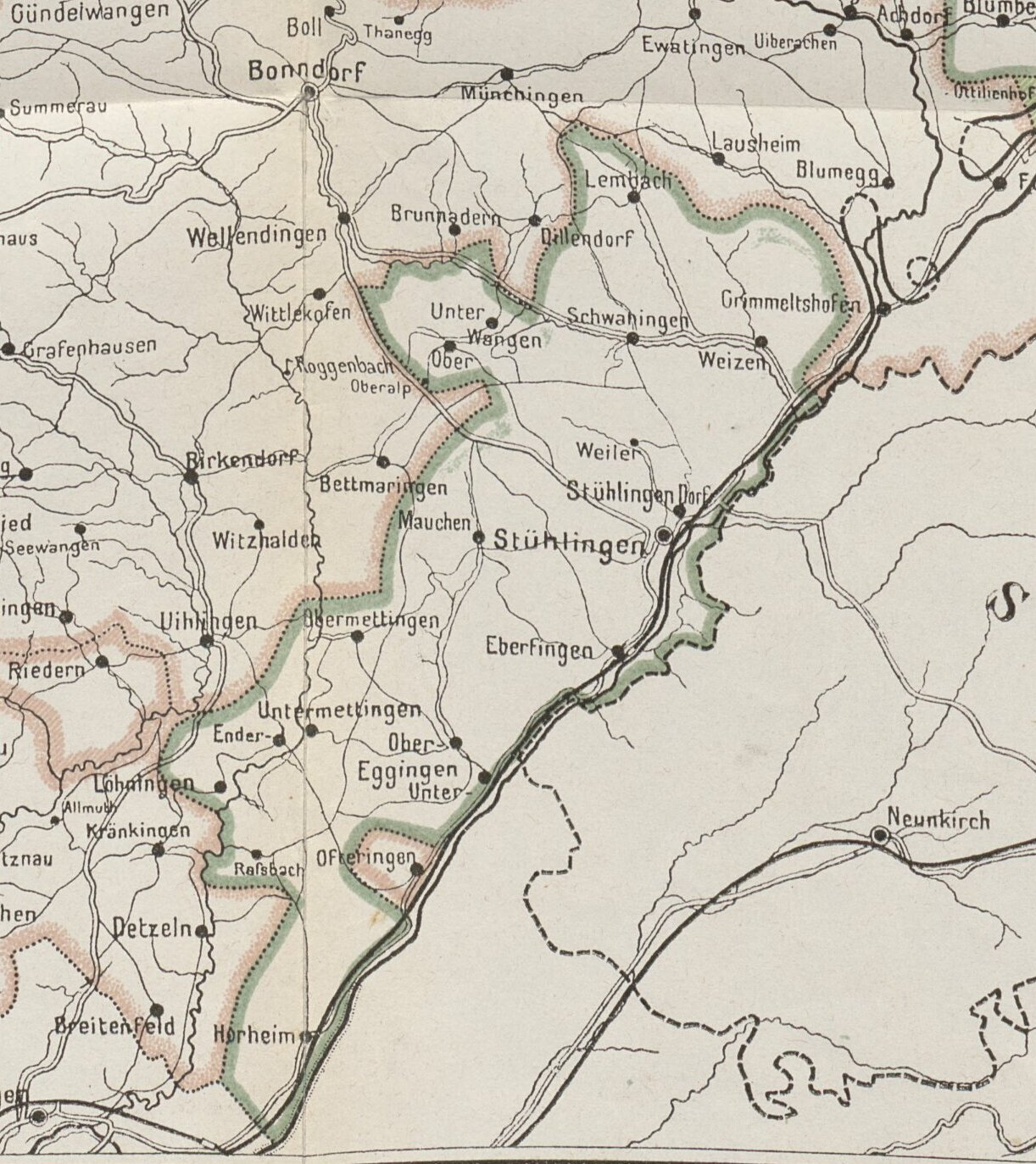
Orte des Amtes Stühlingen 1800

Bei der Errichtung des Bezirksamtes 1813 wurden vom vorherigen Bestand Riedern und Horheim an das Bezirksamt Tiengen abgetreten. Bei dessen Auflösung 1819 kehrten sie wieder zurück.
1814 wird für das Gebiet des Bezirksamtes von 4590 Einwohnern berichtet, die sich auf folgende Orte verteilten:
- Eberfingen: 335
- Endermettingen, mit den Höfen Muhren und Scheuren: 210
- Lambach: 295
- Löhningen, mit Raßbach und Thal: 118
- Mauchen, mit dem Hof Untere Alp: 459
- Obereggingen: 201
- Obermettingen, mit dem Hof Mettinger Alp: 179
- Ofteringen: 128
- Schwaningen (Stühlingen): 332
- Stühlingen, mit den Weilerhöfen: 928
- Untereggingen: 352
- Untermettingen: 241
- Unter- und Oberwangen, mit den Höfen Obere Alp und Sparrenberg: 354
- Weizen, mit Zollhäusle: 458

### 1852
1842 wechselte Riedern erneut die Zugehörigkeit und ging an das Amt Bonndorf.
1852 lebten im Amtsbezirk 6.473 Menschen in 15 einfachen und einer zusammengesetzten Gemeinde mit zwei Nebenorten:
Als einfache Gemeinden:
- Eberfingen: 430
- Endermettingen, mit Berghaushof, Muren, Scheurnhöfe und der Untermühle: 263
- Horheim, mit Höfen: 564
- Lembach: 355
- Mauchen, mit Unteralp: 573
- Obereggingen: 301
- Obermettingen: 269, davon in
  - Stockenhof: 3
- Oberwangen, mit Oberalp und Sparenberg: 252
- Ofteringen: 185
- Schwaningen, mit Kalvarienberg: 414
- Stühlingen, mit Schloss Hohenlupfen, Walke und Ziegelhütte: 1203
- Untereggingen, mit Ziegelhütten: 504
- Untermettingen: 270
- Unterwangen, mit Mühle und Röschhof: 174
- Weizen, mit Mühle und Zollwirtshaus: 517

Als zusammengesetzte Gemeinden:
- Löhningen: 174, davon in den Nebenorten
  - Raßbach: 60
  - Thalhöfe: 24

Hinzu kamen 25 Personen in Weilerhöfe. Die hier verwendete Zuordnung verweist darauf, dass es sich um ein gemeindefreies Gebiet handelte, die in Baden Abgesonderte Gemarkung hießen. Die auf ihnen liegenden Siedlungen wurden, je nach Typ, als Abgesonderter Hof oder als Colonie bezeichnet.

## Übergeordnete Behörden
Die, im Rahmen der Verwaltungsgliederung des Landes, übergeordneten Behörden waren zunächst der Donaukreis, ab 1819 der alte und ab 1832 der neue Seekreis.

## Leiter der Verwaltung
Die Leitung der Verwaltung, mit unterschiedlichen Titeln, hatten inne:
- 1814 bis 1823: Josef Merk
- 1827 bis 1848: Thaddäus Frey
- 1848 bis 1850: Wilhelm Hübsch
- 1851 bis 1853: Matthias Schmieder
- 1853 bis 1857: Viktor Leiblein

## Weitere Entwicklung
Das Bezirksamt Bonndorf wurde 1924 aufgelöst und aufgeteilt. Dabei kamen die Gemeinden des ehemaligen Bezirksamtes Stühlingen zum Bezirksamt Waldshut, aus dem 1939 der Landkreis Waldshut hervorging.